# Ufeus hulstii
Ufeus hulstii là một loài bướm đêm trong họ Noctuidae.